# Nokia 5310 XpressMusic
El Nokia 5310 XpressMusic es un teléfono celular, o teléfono móvil, producto de la firma finlandesa Nokia. Hermano del Nokia 5300 y hermano "asimétrico" del Nokia 5220 (que emplea el mismo software y similar hardware), fue presentado junto al Nokia 5610. Fue lanzado el 8 de noviembre de 2007.
Algunas características:
- Sistema operativo: S40 V5 (sistema operativo propio de la marca).
- Su cámara digital posee una resolución de 2 MP y un zoom digital de 4X.
- Puede reproducir música en varios formatos (MP3, AAC, AAC+, eAAC+ MP4, WMA, M4A, WAV, AMR, M4b, 3g2 y 3gp) en alta calidad gracias a su altavoz incorporado.
- Puede reproducir videos en formatos tales como MP4 y 3GPP en pantalla completa.
- La pantalla, TFT QVGA, tiene una resolución de 240x320 píxeles.
- Su memoria interna es de 30 MB. Mediante una memoria microSD externa, puede proporcionar almacenamiento de hasta 32 GB.
- Cuenta con bluetooth.
- Tiene soporte para USB (MicroUSB), Nokia PC Suite y TWIN PC Suite.
- Incluye el conector Nokia AV de 3,5 mm, una actualización de FirmWare FOTA (Firmware On The Air).

El modelo 5310 RM-303 funciona en frecuencias GSM 900/1800/1900, mientras que el 5310b RM-304 funciona en frecuencias GSM 850/1800/1900. Dejó de fabricarse en 2012.

## Accesorios [Modelo antiguo]
- Funda protectora CP-143.
- Nokia Bluetooth display car kit CK-15W.
- Kit para coche Nokia 61 [6.
- Nokia multimedia car kit CK-20 W.
- Cable de conectividad Nokia CA-100.
- Tarjeta de memoria MicroSD 1.8 GB.
- Nokia Bluetooth headset BH-501.
- Nokia Bluetooth headset BH-503.
- Nokia Bluetooth headset BH-801.
- Nokia Bluetooth headset BH-303.
- Kit manos libres estéreo Nokia HS-81.
- Kit manos libres estéreo HS-43.
- Nokia Bluetooth speakers MD-5W.
- Nokia mini speakers MD-4.

## Nokia 5310 [Modelo 2020]
A finales de marzo de 2020 salió a nivel mundial [fuente: Xataka] el nuevo Nokia 5310 para aquellas personas que les guste la música.
Se puede conectar Internet con el navegador Opera Mini aunque es una red 2G.
Dispone de la aplicación de Facebook.
La cámara trasera incorporada es una VGA con flash LED.
No dispone de cámara frontal.
Su memoria interna es de 16Mb. Se le puede ampliar hasta 32Gb suficiente para colocar una gran colección de música.
Nokia dice que la batería del teléfono aguanta unos 30 días en tiempo de espera sin cargar con una sola SIM y con Dual SIM (2 SIM) 22 días..
La tarjeta SIM a colocar es Mini Sim.
En resumen, este móvil es ideal para el que le guste escuchar música [fuente: Nokia España] ya que incorpora dos altavoces  para poder escuchar las canciones. 
Dispone de radio FM lo cual a diferencia de otros modelos de la marca se puede escuchar sin tener conectado los auriculares.
Recuerdo que en modelos anteriores de Nokia los auriculares hacían de antena para poder escuchar la radio.
Su precio, 39€.